# Taxonomiförordningen
Taxonomiförordningen, eller förordning (EU) 2020/852, är en europeisk förordning som fastställer kriterier för att avgöra huruvida en ekonomisk verksamhet ska anses vara miljömässigt hållbar inom Europeiska unionen. Förordningen är en del av den europeiska gröna given och syftar till att främja gröna investeringar inom unionen. Den antogs av Europaparlamentet och Europeiska unionens råd den 18 juni 2020 och trädde i kraft den 12 juli 2020. Vissa delar av förordningen blir dock inte tillämpliga förrän 2022 eller 2023.
Genom förordningen har Europeiska kommissionen erhållit delegerad makt att anta delegerade akter för att komplettera vissa bestämmelser i förordningen. Denna makt kan när som helst återkallas av Europaparlamentet eller rådet. Den 20 november 2020 presenterade kommissionen ett förslag till två bilagor till förordningen som fastställer investeringar som ska betraktas som miljömässigt hållbara. Förslaget möttes av kritik i bland annat Sverige eftersom det inte innefattade vattenkraft. Den 21 april 2021 antog kommissionen sitt förslag, vilket blev tillämpligt den 1 januari 2022. Den 1 januari 2022 meddelade kommissionen att den övervägde att även inkludera naturgas och kärnkraft som hållbara investeringar, vilket väckte reaktioner i ett flertal olika medlemsstater. Den 2 februari 2022 beslutade kommissionen slutligen att inkludera gas och kärnkraft i taxonomin genom en delegerad akt. Beslutet kommer granskas av Europaparlamentet och Europeiska unionens råd, som bådadera har möjlighet att invända mot det. Om ingen av dem invänder kommer beslutet att träda i kraft den 1 januari 2023.